# Posthuset, Viborg
Posthuset i Viborg ligger i stadens centrum på Sovetskaya Ulitsa (tidigare Domkyrkogatan). Posthuset ritades av arkitekten Jacob Ahrenberg,  och stod färdigt 1914 och är fortfarande i sin ursprungliga användning.

## Byggnadens historia
Viborgs gamla postkontor låg i början av Katarinegatan i en byggnad från mitten av 1700-talet- Den ombyggdes 1891 under ledning av stadsarkitekten EA Kranck .  I början av 1910-talet beslöt man att bygga ett nytt postkontor vid dåvarande Katarine- och Possegatan (senare Slotts- och Domkyrkogatan) mittemot Viborgs nya domkyrka. Huset stod klart 1893. 
Kostnaden för postkontoret var vid den tiden cirka 550 000 FIM, vilket var en exceptionellt stor summa för finska förhållanden.  Ahrenberg, som var intresserad av svensk historisk arkitektur, använde Drottningholms slott i Stockholm som förebild för byggnaden.  Posthuset i nyrenässansstil anses vara ett av hans mest betydande verk. Huvudingången låg vid Possegatan och den andra ingången på Katarinegatan. Förutom Viborgs huvudpostkontor inrymde byggnaden post- och telegrafkontoret och Viborgs väg- och vattendistrikt De fungerade i delen mot Katarinegatan. 

## Annat
Under det finska inbördeskriget, den 29 april 1918, avrättade de vita sex medlemmar av de Rödas poststyrelse. Avrättningen skedde på postens innergård. Bland de avrättade fanns Kössi Ahmala, känd som poet, samt Theodor Alexejeff och Juho Valo . 